# Vidor, Veneto
Vidor är en ort och kommun i provinsen Treviso i regionen Veneto i Italien. Kommunen hade 3 694 invånare (2018).